# Sansón
Francisco Bao Rodríguez, comunemente noto come Sansón, (Vigo, 20 aprile 1924 – Vigo, 13 febbraio 2012) è stato un calciatore spagnolo.

## Carriera
Sansón è stato attivo per quindici stagioni, tra il 1939 e il 1956, indossando le maglie di Celta de Vigo, Leonesa, Real Oviedo, Real Gijón e Xerez.
Nel 1939 divenne il giocatore più giovane a debuttare in una partita della prima divisione del campionato spagnolo, esordendo con la maglia del Celta Vigo a all'età di quindici anni e 255 giorni. Il record è rimasto imbattuto fino al 2020, quando è stato battuto da Luka Romero che ha esordito a quindici anni e 219 giorni con il Maiorca.